# Celulit
Celulit je maščobno tkivo, ki nastane zaradi zastoja tekočin v tkivih in je torej posledica slabe prekrvavitve. Prizadene boke, stegna, zadnjico in druge predele telesa,kjer je nakopičena maščoba, tudi trebuh in nadlahti. 
Je želatini podobna snov sestavljena iz maščobe, vode in nerabnih snovi ujeta tik pod kožo.